# Spirometro

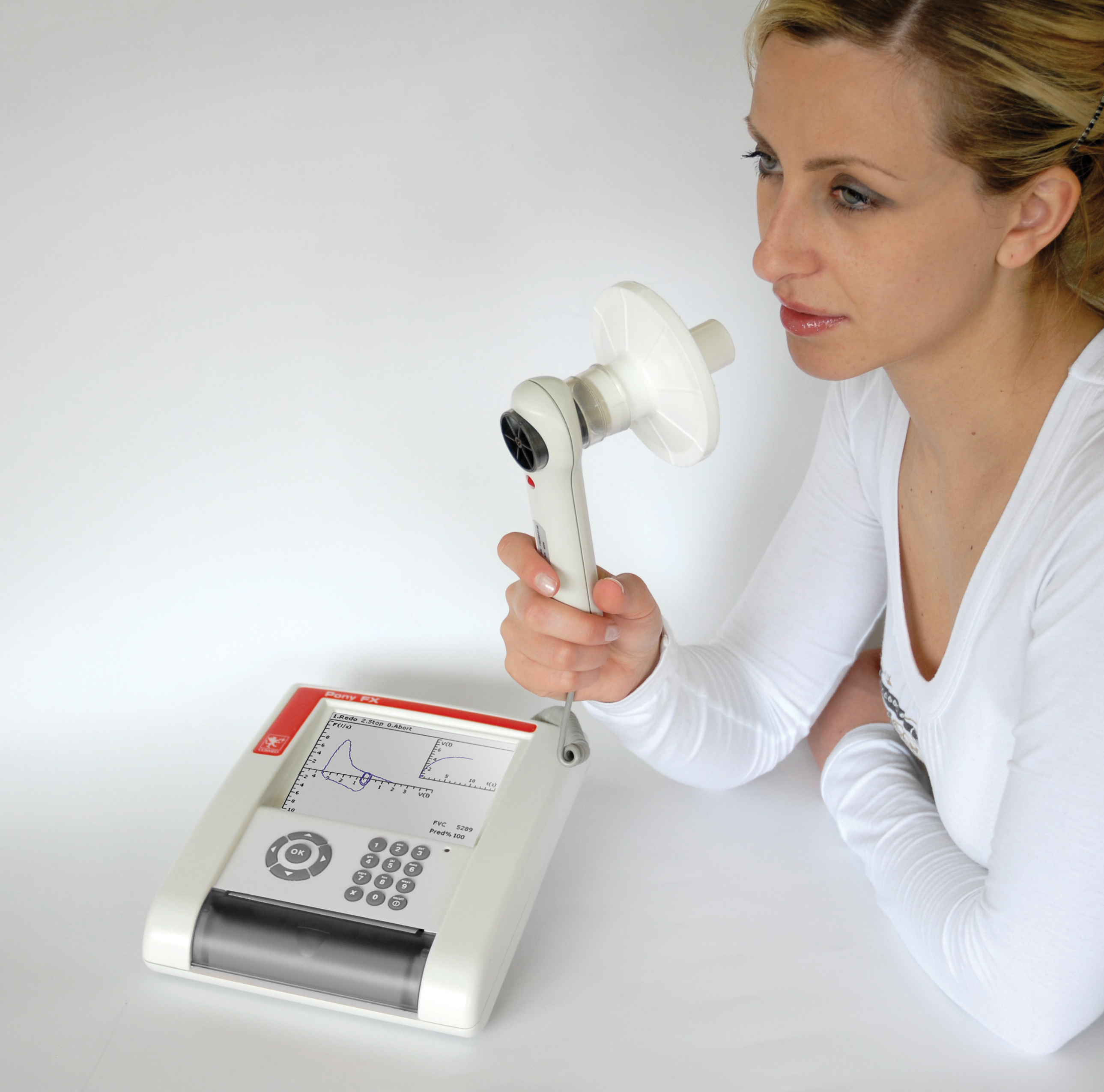
Un moderno spirometro portatile con turbina digitale e filtro antibatterico

Lo spirometro è uno strumento utilizzato per misurare i volumi polmonari composto di un sensore collegato ad un boccaglio ed una parte che misura i movimenti (volumi) di aria provocati dal paziente che inspira ed espira attraverso il sensore in un periodo di tempo specificato.

## Storia
Il medico e filosofo greco Claudio Galeno per primo tentò di misurare i volumi respiratori. Per farlo si avvalse di un ragazzo al quale fu chiesto di respirare all'interno di una vescica di animale.
Egli scoprì che dopo un periodo di tempo, il volume dei gas non cambiava.
Nel corso della sua vita, secondo alcuni nel 1681, l'italiano Giovanni Alfonso Borelli eseguì delle nuove misurazioni e stimò in modo abbastanza impreciso, dai movimenti di un menisco di acqua risucchiato in tubo, il volume corrente ed il volume di riserva espiratoria. Per primo Borelli si pose il problema di bloccare le narici del paziente durante le prove. Durante la prima metà del XVIII secolo, Stephen Hales stimò la capacità vitale in circa 3610 ml. Bisogna arrivare ad Antoine Laurent de Lavoiser (1743-1794) ed al suo lavoro: "Premier mémoire sur la respiration des animaux" presentato all'Académie royale de Médecine di Parigi perché si arrivi a coniare il termine spirometria. La svolta si ha con John Hutchinson (1811-1861) e con il primo dispositivo spirometrico della storia da lui inventato, nel 1846, un dispositivo a campana.

## Caratteristiche
Lo spirometro, nella sua forma più tradizionale, è costituito da un cilindro a doppia parete, con l'intercapedine piena d'acqua, nella quale scorre un secondo cilindro chiuso in alto a campana, il cui peso è controbilanciato da un contrappeso. Tramite pulegge la campana è collegata ad un pennino che scrive su un foglio di carta collegato ad un tamburo rotante.
Pressoché tutti gli spirometri moderni sono collegati ad un computer che riceve un segnale e lo trasforma in valori numerici ed immagini grafiche. Grazie al software viene anche fornita un'interpretazione di base della spirometria, come anche una valutazione della qualità dell'esame spirometrico. Molti spirometri moderni hanno anche il pregio della portabilità associata ad una buona accuratezza dei parametri rilevati.
Al termine della spirometria di base le apparecchiature moderne sono anche in grado di seguire alcuni esami supplementari, ed in particolare la misurazione del volume residuo (una prova che richiede di respirare una miscela di elio a volume corrente) ed il test di diffusione del monossido di carbonio. Quest'ultimo esame serve per misurare la presenza di un ostacolo al passaggio dei gas respiratori attraverso la membrana alveolare e risulta un poco più impegnativo per il paziente. Richiede infatti  un'apnea di circa 8-10 secondi per cui non è eseguibile da tutti i pazienti, in particolare da quelli anziani.
Tecnicamente esistono diversi tipi di spirometri. Ma principalmente si distingue tra gli spirometri misuratori di volumi e quelli misuratori di  flusso.

### Spirometro "a volume"

#### Spirometro a campana
Lo spirometro a campana misura lo spostamento dei volumi di aria mobilizzati dalla attività respiratoria del paziente grazie al movimento di una campana il cui bordo inferiore è immerso nell'acqua. Queste variazioni dei volumi di aria vengono registrate nel tempo sia durante la respirazione a riposo (tranquilla) che durante la respirazione forzata.

#### Spirometro a soffietto
Similmente a quello a campana misura lo spostamento dei volumi di aria mobilizzati dalla attività respiratoria del paziente attraverso il movimento di un mantice a secco.

### Spirometro "a flusso"

#### Spirometro a turbina
Fa parte dei cosiddetti "spirometri flussometrici" in quanto il volume d'aria mobilizzato viene ricostruito in base alla misura del flusso, a sua volta calcolato attraverso una misura elettronica della rotazione della lama della turbina dello spirometro. Tale rotazione, più o meno intensa, è generata dall'inspirazione e dall'espirazione del paziente.

#### Spirometro con pneumotacografo
In questo tipo di spirometro in genere vi è la presenza di un setto poroso, una lamina o comunque un restringimento che causa una differenza di pressione. Questa differenza pressoria viene poi riconvertita dall'apparato in un segnale proporzionale al flusso generato.

## Test di funzionalità respiratoria
Lo spirometro è una delle attrezzature fondamentali per i test di funzionalità  respiratoria. È uno strumento diagnostico molto efficace e diffuso, non invasivo e ben standardizzato. È utilizzato frequentemente nella diagnosi e nella valutazione delle funzionalità polmonari nei soggetti con malattie restrittive o ostruttive delle vie aeree. Malattie polmonari quali l'asma, la bronchite e l'enfisema possono essere facilmente escluse attraverso una semplice spirometria. Lo spirometro è spesso utilizzato per indagare sulla causa di una riferita mancanza di respiro, valutare gli effetti dei contaminanti sulla funzionalità respiratoria, sull'effetto dei farmaci broncodilatatori, e sui progressi di trattamento della malattia.
Le informazioni ricavate attraverso l'uso dello spirometro servono a valutare la funzione polmonare. Utilizzato per studiare varie patologie respiratorie, è lo strumento classico per la diagnosi e il monitoraggio delle malattie ostruttive: asma e bronchite cronica ostruttiva.